# Tir aux Jeux olympiques d'été de 2016 - Carabine à 10 m air comprimé hommes
Navigation
Londres 2012 Tokyo 2020
L'épreuve masculine de carabine à 10 mètres air comprimé des Jeux olympiques d'été de 2016, dite aussi épreuve masculine de rifle, est une épreuve olympique de tir de 60 coups de feu avec une carabine à air comprimé à 10 mètres de distance en position debout.

## Classement final
Le roumain Alin George Moldoveanu, tenant du titre, se retrouve à la dix-neuvième place du classement.
| Rang               | Athlète                     | Pays         |
| ------------------ | --------------------------- | ------------ |
| Médaille d'or      | Niccolo Campriani           | Italie       |
| Médaille d'argent  | Serhiy Kulish               | Ukraine      |
| Médaille de bronze | Vladimir Maslennikov        | Russie       |
| 4                  | Abhinav Bindra              | Inde         |
| 5                  | Péter Sidi                  | Hongrie      |
| 6                  | Illia Charheika             | Biélorussie  |
| 7                  | Petar Gorsa                 | Croatie      |
| 8                  | Oleh Tsarkov                | Ukraine      |
| 9                  | Yiefei Cao                  | Chine        |
| 10                 | Are Hansen                  | Norvège      |
| 11                 | Hyeonjun Kim                | Corée du Sud |
| 12                 | Milutin Stefanovic          | Serbie       |
| 13                 | Istvan Peni                 | Hongrie      |
| 14                 | Sergey Richter              | Israël       |
| 15                 | Alexander Schmirl           | Autriche     |
| 16                 | Sergey Kamenskiy            | Russie       |
| 17                 | Vitali Bubnovich            | Biélorussie  |
| 18                 | Julian Justus               | Allemagne    |
| 19                 | Alin George Moldoveanu      | Roumanie     |
| 20                 | Naoya Okada                 | Japon        |
| 21                 | Lucas Kozeniesky            | États-Unis   |
| 22                 | Pourya Norouziyan           | Iran         |
| 23                 | Gagan Narang                | Inde         |
| 24                 | Hrachik Babayan             | Arménie      |
| 25                 | Abdullah Hel Baki           | Bangladesh   |
| 26                 | Valerian Sauveplane         | France       |
| 27                 | Jorge Diaz                  | Espagne      |
| 28                 | Vadim Skorovarov            | Ouzbékistan  |
| 29                 | Michael Janker              | Allemagne    |
| 30                 | Marco De Nicolo             | Italie       |
| 31                 | Haoran Yang                 | Chine        |
| 32                 | Gernot Rumpler              | Autriche     |
| 33                 | Milenko Sebić               | Serbie       |
| 34                 | Daniel Lowe                 | États-Unis   |
| 35                 | Filip Nepejchal             | Tchéquie     |
| 36                 | Toshikazu Yamashita         | Japon        |
| 37                 | Dane Sampson                | Australie    |
| 38                 | Jérémy Monnier              | France       |
| 39                 | Hamada Talat                | Égypte       |
| 40                 | Ole Kristian Bryhn          | Norvège      |
| 41                 | Napis Tortungpanich         | Thaïlande    |
| 42                 | Anton Rizov                 | Bulgarie     |
| 43                 | Jigeun Jeong                | Corée du Sud |
| 44                 | Yuriy Yurkov                | Kazakhstan   |
| 45                 | Julio Cesar Iemma Hernandez | Venezuela    |
| 46                 | Jack Rossiter               | Australie    |
| 47                 | Chafik Bouaoud              | Algérie      |
| 48                 | Reinier Estpinan            | Cuba         |
| 49                 | Alexander Molerio Quintana  | Cuba         |
| 50                 | Mangala Samarakoon          | Sri Lanka    |